# Azul no Azul
Azul no Azul (portugiesisch für: „Blau in Blau“) ist ein portugiesischer experimenteller Kurzfilm des italienischen Filmemachers Gianmarco Donaggio in Zusammenarbeit mit dem portugiesischen Maler Nelson Ferreira. Der Film wurde in Zusammenarbeit mit dem portugiesischen Nationalmuseum für zeitgenössische Kunst produziert und vertrieben und wurde am 28. Juli 2022 im Museum uraufgeführt. Anschließend wurde er vom 29. Juli bis zum 15. September 2022 im Kino des Museums gezeigt. Eine zweite Version wurde für das Nationalmuseum Soares dos Reis anlässlich des 150-jährigen Jubiläums der Skulptur O Desterrado (Der Ausgestoßene) von António Soares dos Reis geschaffen und wird vom 10. Dezember 2022 bis zum 19. März 2023 im Museum ausgestellt.

## Beschreibung
Azul no Azul wurde von den beiden Künstlern als ein Experiment konzipiert, bei dem Gianmarco Donaggio den Malprozess von Nelson Ferreiras blauer Serie filmisch umsetzte, einer Sammlung von Gemälden, die der Künstler während seines künstlerischen Aufenthalts am MNAC in Lissabon fertiggestellt hat. Wie die Kuratorin des Museums sagte: „In diesem Zyklus zeitgenössischer Werke zeigt sich Nelsons Ehrfurcht vor den großen klassischen Meistern und der akademischen Tradition.“ Donaggio musste bei der Schaffung von Azul no Azul den Akt des Filmens in Maltechniken wie alla prima (gemalt mit direktem Blick auf das Modell in kurzer Sitzung) umsetzen und hat dabei die die Sprache der klassischen Bildhauertradition ins Leben gerufen. Das Ergebnis ist ein filmisches Erlebnis, bei dem blaue Formen die Form der klassischen Skulpturen im Skulpturengarten des Museums annehmen und umgekehrt die Skulpturen in informelle blaue Elemente übergehen.